# Светски куп у биатлону 2013/14 — 1. коло
Прво коло Светског купа у биатлону 2013/14 одржано је од 24. новембра до 1. децембра 2012. године у Естерсунду, (Шведска).

## Сатница такмичења
| Датум        | Време (UTC+1) | Дисциплина                      |
| ------------ | ------------- | ------------------------------- |
| 24. новембар | 15:30         | Мешовита штефата 2х6 + 2х7,5 км |
| 28. новембар | 17:30         | Појединачно 15 км, жене         |
| 28. новембар | 17:35         | Појединачно 20 км, мушкарци     |
| 29. новембар | 17:45         | Спринт 7,5 км, жене             |
| 30. децембар | 13:30         | Спринт 10 км, мушкарци          |
| 2. децембар  | 11:30         | Потера 10 км, жене              |
| 2. децембар  | 13:30         | Потера 12,50 км, мушкарци       |

## Резултати такмичења

### Мушкарци
| Дисциплина:              | Злато:                    | Време                   | Сребро:                     | Време                   | Бронза:                     | Време                   |
| Појединачно 20 км детаљи | Мартен Фуркад · Француска | 50:10,9 (0+0+0+0)       | Симон Едер · Аустрија       | 52:17.0 (0+0+0+1)       | Данил Мезотич · Аустрија    | 52:31.1 (1+0+0+0)       |
| Спринт 10 км детаљи      | Мартен Фуркад · Француска | 25:56,0 (0+1)           | Фредрик Линдстрем · Шведска | 26:02,5 (0+0)           | Тим Берк · Сједињене Државе | 26:27,3 (0+0)           |
| Потера 12,5 км           | Отказано због невремена   | Отказано због невремена | Отказано због невремена     | Отказано због невремена | Отказано због невремена     | Отказано због невремена |

### Жене
| Дисциплина:              | Злато:                         | Време                   | Сребро:                       | Време                   | Бронза:                    | Време                   |
| Појединачно 15 км детаљи | Габријела Соукалова · Чешка    | 47:56.0 (0+1+1+0)       | Анастасија Кузмина · Словачка | 47:57.2 (0+2+0+0)       | Мари Лор Брине · Француска | 48:12.2 (0+0+0+1)       |
| Сприн 7,5 км детаљи      | Ан Кристин Флатланд · Норвешка | 20:41,2 (0+0)           | Олга Зајцева · Русија         | 20:57,1 (0+0)           | Тора Бергер · Норвешка     | 21:03,2 (1+0)           |
| Потера 10 км             | Отказано због невремена        | Отказано због невремена | Отказано због невремена       | Отказано због невремена | Отказано због невремена    | Отказано због невремена |

### Мешовита штафета
| Дисциплина:                                   | Злато:                                                                         | Време                                                     | Сребро:                                                                           | Време                                                     | Бронза:                                                                        | Време                                                     |
| Мешовита штафета 2 x 6 км + 2 x 7,5 км детаљи | Чешка · Вероника Виткова · Габријела Соукалова · Здењек Витек · Ондреј Моравец | 1:17:05,6 (0+1) (0+1) (0+1) (0+0) (0+0) (0+2) (0+2) (0+1) | Норвешка · Тора Бергер · Синеве Солемдал · Ветле Штостад Ктистијансен · Тарјеј Бе | 1:17:15,8 (1+3) (0+0) (0+3) (0+2) (0+1) (0+0) (0+1) (0+2) | Украјина · Олена Пидрушина · Ваљ Семеренко · Сергиј Семенов · Андриј Дериземља | 1:18:16.8 (0+2) (0+3) (0+2) (0+1) (0+0) (0+0) (0+1) (0+3) |

## Успеси
Навећи успеси свих времена
| - Миланко Петровић, Србија, 31. место у спринту - Корнел Пукијану, Румунија, 48. место у спринту | - Тирил Екхоф, Норвешка, 5. место појединачно - Доротеја Вијерер, Италија, 8. место појединачно - Кадри Лехтла, Естонија, 15. место појединачно - Барбора Томешова, Чешка, 20. место појединачно - Хилде Фене, Норвешка, 21. место појединачно - Катарина Инерхофер, Аустрија, 33. место појединачно - Грете Гајм, Естонија, 39. место појединачно - Сана Марканен, Финска, 52. место појединачно - Irina Starykh, Русија, 5. место у спринту - Франциска Пројс, Немачка 27. место у спринту |

Прва трка у светском купу
|  | - Мона Брорсон, Шведска, 40. место појединачно - Франциска Пројс, Немачка, 44. место појединачно - Ања Ержен, Словенија, 54. место појединачно - Yurie Tanaka, Јапан, 81. место појединачно |